# Anton Szemjonovics Makarenko
Anton Szemjonovics Makarenko (oroszul: Антон Семёнович Макаренко; Harkovi kormányzóság, Szumi járás, Bilopilja, 1888. március 13. – Golicino (43 kilométernyire Moszkva mellett), 1939. április 1.) szovjet író és pedagógus. Pedagógiai elméletét a Gorkij, majd a Dzerzsinszkij-telepeken fejlesztette ki és finomította tovább. Itteni munkájáról és pedagógiai elveiről képet ad háromkötetes regénye, a Pedagógiai hősköltemény.
Követelek tőled, mert tisztellek.

## Élete

### Ifjúsága
Szegény proletárcsaládból származott: apja a Déli Vasúti Műhely mázoló munkása volt. 1904-ben elvégezte a négyosztályos polgári iskolát a Poltavai kormányzóság Kremencsug nevű városában.

### Tanárként
1905. szeptember 1-jétől 1911. szeptember 24-éig a Dnyeper melletti Krjukov-lakótelepen tanított a Népoktatásügyi Minisztérium alá tartozó kétosztályos vasúti iskolában. 1905-ben ismerkedett meg a marxista eszmével, melynek híve lett. Az 1905-ös forradalom alatt titkos gyűléseket tartott a telepi iskolában, majd megszervezte a Déli Vasúti Tanítók Kongresszusát. 1911 szeptemberében áthelyezték egy másik kétosztályos vasúti iskolába Dolinszkojéba. Végül 1914. augusztus 1-jén a Poltavai Tanítóképző hallgatója lett.

### Katonaként
1916. szeptember 20-án behívták a hadseregbe, ám egyre rosszabbodó rövidlátása miatt 1917. március 19-én felmentették a katonai szolgálat alól.

## Gorkij-telep
A fiatalkorú bűnözők számára Poltava közelében 1920-ban szervezett nevelőintézet volt a Gorkij telep. Vezetője 1928-ig Anton Szemjonovics Makarenko volt. 1923-tól az Ukrán Közoktatásügyi Népbiztosság kísérleti intézményeként tartották számon. 1922-ben vette fel Makszim Gorkij nevét. Makarenko irányításával sajátos nevelőintézménnyé fejlődött, és nemzetközi érdeklődést is kiváltott. A telep egy idő után Harkov közelébe költözött („Kurjázs”), Makarenko itt dolgozta ki a közösségi nevelés elméleti és gyakorlati kérdéseit.
1928-ban maga Gorkij is meglátogatta a telepet.

## Pedagógiája
Makarenko pedagógiájának középpontjában az önigazgató kollektíva áll, amely lehetővé teszi egyrészt a társadalom számára hasznos állampolgárok nevelését, másrészt az autonóm személyiség létrejöttét. Ezért Makarenko pedagógiájának egyik legfőbb jellemzője a kollektivizmus. Elvei szerint az egyén nevelése önmagában nem képzelhető el (ezért sem volt híve az akkoriban divatos reformpedagógiának vagy ahogy akkor hívták paedológiának), a gyerek önmagából való fejlődését így szükségképpen elvetette, ami megfelel a szociálpszichológia mai ismereteinek.[forrás?] Makarenko hangsúlyozta, hogy nem pusztán a kollektíván belüli kapcsolatok fontosak a nevelésben, mert a fejlődés igazi forrása a kollektíva külső kapcsolatai. Ilyen módon a makarenkói elméletben a kollektíva élete mechanizmus, amely közvetíti a társadalom különböző hatásait az egyén felé és lehetővé teszi azt, hogy e hatásokat internalizálja, belsővé tegye. Ezzel az általános társadalmi jellemzők, hatások az egyénre jellemző sajátos formát ölthetik, azaz az egyén valóban egyedivé és autonómmá válhat. Hogy feladatát elláthassa, a közösség önigazgatásának formai elemei mellett (gyerekek közgyűlése) Makarenko kiemelte a munka szerepét az iskolában (amely egyszerre teremti meg a jövő egyre gazdagabb szükségleteinek létrejöttét és kielégítésének feltételeit és a belülről jövő fegyelmet), valamint radikálisan átértelmezte a fegyelmezés és a büntetés koncepcióját.

### „Makarenkói pofon”

#### Az első eset
Makarenkóról a legtöbbeknek Magyarországon az úgynevezett "makarenkói pofon" jut eszükbe. Valójában két eset leírása szerepel a Pedagógiai hőskölteményben, amikor Makarenko testi erőszakhoz folyamodott.
1920-ban rendkívül nehéz körülmények között kezdte el megszervezni a Gorkij-telepet. A polgárháború még javában tartott, a növendékek és a személyzet élelmezését, ruhával való ellátását még nem oldották meg. A telep első növendékei félig felnőtt tizenévesek voltak, akik addig a városokban, pályaudvarokon, vonatokon lopásból tartották fenn magukat (ők voltak az akkoriban ún. fiatalkorú bűnözők). Az első hónapokban ezek a fiatalok továbbra is bejártak a városba lopni, a Gorkij-telep kevés vagyonát is széthordták, Makarenko és a két pedagógusnő (Jekatyerina Grigorjevnya és Lidocska), illetve a telep gondnoka (Kalina Ivanovics Szergyuk) sehogy sem tudta megakadályozni ezt a tevékenységüket. A fordulópontot az az eset jelentette, amikor Makarenko felszólította a növendékeket, hogy "Gyerünk ki fát vágni, mert elfogyott a tüzelőnk!". Erre ők gúnyosan feleltek, hogy eszük ágában sincs, hiszen a pedagógusok és a gondnok úgyis kénytelen lesz fát vágni nélkülük is. Makarenko ekkor lekevert egy pofont a gúnyolódó növendéknek, Zadorovnak. Zadorov ez után kezet nyújtott Makarenkónak, és mivel a többiek előtt is tekintélye volt, innentől kezdve a fegyelem javulásnak indult a Gorkij-telepen. Makarenko a hatást úgy magyarázta, hogy érzelmeinek ilyen nyílt és korlátot lebontó megnyilvánulása megváltoztatta Zadarov felfogását róla, és ez lehetővé tette kapcsolatának megváltoztatását először Makarenkóhoz, majd a fejlődő kollektívához.

#### A második eset
A Gorkij-telepen bizonyos okokból elterjedt az antiszemitizmus: a zsidó származású kisgyerekeket folyton zaklatták és bántalmazták társaik. Makarenko mindent megpróbált, hogy végére járjon a dolognak, de a gyerekek nem mondták meg, hogy ki a bűnös, mert féltek a további zaklatásoktól. Előbb-utóbb mégis kiderült. Makarenko annyira ki volt kelve magából, hogy az asztalán lévő írógépet hozzávágta a növendékhez (nem találta el), majd egy székkel támadt rá. Ekkor már szerencsére többen lefogták és megnyugtatták.

### A hirtelen ráhatás pedagógiája
A Makarenkói pofon legendájának ez lehet az egyik alappillére. A másik forrása valószínűleg a makarenkói hirtelen ráhatás pedagógiája. Ez alapján a makarenkói pedagógiából egyrészt a közösség szintjén megnyilvánuló magas fokú fegyelemre való nevelés tűnt ki elsőre, a másik pedig a hirtelen ráhatás módszere. Makarenkónál azonban sem a fegyelmezés, sem a hirtelen ráhatás módszere nem testi fenyítést jelent. Makarenko több tanulmányában leírja, hogy a testi fenyítést mélyen elítéli. A fent leírt két esetet pedagógusi pályájának mélypontjaként jellemzi. A hirtelen ráhatás pedagógiája a pedagógus részéről olyan váratlan mondatot, gesztust jelent, melynek hatására a növendék körül "megfordul a világ", kicsúszik a lába alól a talaj, lehetetlenné teszi a meglévő viselkedési formák folytatását. Makarenko írásaiban erre számos példát találunk. Makarenko szerint ilyenkor olyan folyamatok indulnak meg a növendékben, melyek során átgondolja eddigi viselkedését. Ennek oka, hogy valamilyen módon ellentmondásba kerül önmagával: például összeegyeztethetetlennek érzi saját ellenséges viselkedését a pedagógus váratlan nagyvonalú cselekedetével. Ilyen módon a pedagógus segít kilábalni a gyereknek a nehéz helyzetéből, méghozzá olyan módon, ahogyan direkt rábeszéléssel vagy a gyerekkel szembehelyezkedő fegyelmezéssel lehetetlen volna. Makarenko természetesen nem ezt tartotta a nevelés egyedüli módszerének, de tény, hogy sok esetben sikerrel alkalmazta.
A "Makarenkói pofont" tehát leginkább legendaként jellemezhetjük, mely a szájhagyomány útján terjed ma is, de valóságos alapja csupán kevés van.

### Fegyelmezés
Az önigazgató közösség alapja a fegyelem volt. Ez a fegyelem azonban lényegesen különbözik a ráerőszakolt fegyelemtől. A fegyelem alapja Makarenko híres mondása: "Követelek tőled, mert tisztellek" volt. A követelmény az egyénnel szemben és az egyén tisztelete tehát Makarenkonál ugyanannak a dolognak két dialektikusan összefüggő oldala volt. Természetesen az egyén és a kollektíva között gyakoriak a konfliktusok és ebben a helyzetben a fegyelmezés is (olykor erőszak formájában) szerepet kap. Azonban két lényeges dolgot kell megjegyezni ezzel kapcsolatban. Egyrészt a kollektíva válasza az egyénnel szemben, aki megsértette a kollektívával szembeni kötelezettségeit humánus volt és a fegyelem és a tisztelet újbóli összekapcsolását célozta. Másrészt a kollektíva beavatkozása a közös érdekeken és az egyéni érdekek egységén alapult. A szabályokat a kollektíva minden tagja együttesen alkotta meg (vagy tette magáévá a hagyományokat), így maga a fegyelmezés nem külső, hanem belső volt. Ilyen módon a fegyelmezés nem az egyéniséget nyomta el, hanem ellenkezőleg, az egyéniség kibontakozásának adott teret.
Folyamatában a fegyelem és fegyelmezés külsődleges dolgokkal kezdődött, mint például a reggeli gyülekező, a napiparancs felolvasása, tornagyakorlatok, felvonulások. Alapelv volt, hogy ha egy utasítást kiadtak, azt végre kellett hajtani. Mindezeket azonban Makarenko csak kezdeti lépéseknek tekintette, mert bár a fegyelem feltételei voltak, de külsődlegesek az egyén számára. Az igazi fegyelmet úgy tekintette, mint az egyénnek azt a tevékenységét, amelyet legjobb tudása szerint végez. A fegyelmezés tehát ennek szolgálatában állt.
Mivel fegyelmezéskor a kollektíva közösen lépett fel tagjainak közös és egyéni érdekében, így a gyerekek közössége végezte tagjai nevelésének jó részét. Ehhez az egész nevelés teljes demokratizálására volt szükség.

### A kommuna: önkormányzatos iskola
A 20-as évek közepéig a telep fő irányító testülete a Parancsnokok tanácsa volt, amelyben Makarenkonak vétójoga volt. A 20-as évek második felében azonban Makarenko egyre inkább a teljes közösség közgyűléseire kezdett támaszkodni. A közgyűlés döntött minden fontos ügyben: az élelmiszer és alapanyagok beszerzése, a kommuna műhelyeinek és mezőgazdasági létesítményeinek működése, a közgyűlés által szabott szabályokat megsértő gyerekek büntetése, stb. A közgyűlésben Makarenkónak ugyanolyan felszólalási és szavazati joga volt, mint a gyerekeknek! Egy alkalommal, amikor mégis nagyobb hatalmat akart gyakorolni, először megvonták tőle a felszólalás jogát, majd azzal fenyegették, hogy kivezettetik a teremből.
A közgyűlés jogait a Parancsnokok tanácsával szemben az "osztagok" megszervezése alapozta meg. Kétféle osztag létezett: a folytonos és a kevert. A folytonos osztagok végezték a napi teendőket szigorú rotálás alapján, míg a kevert osztagokat különös vagy egyedi feladatokra hozták létre. A kevert osztagok élére a kevésbé aktív tagokat állították, így végül is a kollektíva minden tagja részt vett a kollektíva vezetésében. Ezzel a választott elit kialakulása lehetetlenné vált.
A kommuna tehát egy demokratikusan szerveződő néhány száz fős gyerektársadalom, melynek a nevelők is tagjai. Belügyeiben és külügyeiben a közgyűlés dönt. A saját maguk által hozott szabályokat a gyerekek többnyire betartották. Ritkán fordult elő szabályszegés, mivel aki ilyet követett el, annak szembesülnie kellett az egész közösség negatív véleményével. A legszigorúbb büntetés a kollektívából való valóságos vagy virtuális kizárás volt, amikor a kollektíva tagjai nemlétezőnek nyilvánították a vétkező egyént (nem vehetett részt a közös munkában, játékban, étkezésben, stb). Az elszigeteltség általában arra kényszerítette a büntetettet, hogy felülvizsgálja viselkedését.

### A munka fontos szerepe
A munkának különösen fontos helye van Makarenko elméletében. Szerinte a munkának akkor van nevelési hatása, ha valamennyi gyermek részt vesz, természetesen életkora szerint, a kollektíva számára hasznos tevékenységben. A különféle munkáknak egyesíteniük kell a kötelező termelőmunkát a lehető legmodernebb termelési eljárások alkalmazásával, amely lehetővé teszi a kollektíva anyagi gazdagodását (aminek különös jelentősége volt a 20-as és 30-as évek Szovjetuniójában, mert a gyerekek saját maguk termelték meg a megélhetésükhöz szükséges mezőgazdasági termékek egy részét, és eladásra termeltek iparcikkeket, bár Makarenko elméletében ennek a munkafajtának általánosabb érvénye van), a gyermek számára alkalmas kreatív munkát (szakmát tanultak, hozzászoktak a rendszeres munkához, így előnnyel indultak felnőtt életükben, kibontakoztathatták alkotó képességeiket) valamint a közösség számára végzett önkéntes munkát. (Jellemző volt, hogy a gyerekek önként nagy erőfeszítéseket tettek és áldozatokat hoztak a kommuna érdekében. A kommuna imázsát a külvilág felé mindennél fontosabbnak tartották: a látogatókat a kommuna kifogástalanul rendben tartott és kitakarított helyiségein végigvezették, amikor pedig a gyerekek csoportosan elhagyták a kommunát, igyekeztek példamutatóan viselkedni.) Azokat, akik kivonták magukat a munka alól tolvajoknak, kizsákmányolóknak tekintették és megfelelő büntetéssel sújtották őket.
A kollektíva döntött a munkából származó anyagi javak felhasználásáról és elosztásáról és a 30-as évektől számos anyagi és erkölcsi ösztönzést dolgozott ki a magasabb termelés és nyereségesség érdekében.
Bár a Gorkij és a Dzerzsinszkij-telepen a gyerekek napi négy órát dolgoztak, Makarenko ezt úgy tekintette, mint a Szovjetunió helyzetéből származó szükségességet és nem mint alapelvet. Azt hangsúlyozta, hogy a munkára fordított időnek összhangban kell lennie a tanulásra, sportra, művelődésre, szórakozásra, közösségi tevékenységekre fordított idővel és funkciója a nevelés, nem pedig az iskola vagy a kollektíva megélhetéséhez szükséges javak biztosítása.

### A makarenkói elmélet humanizmusa
Makarenko számára az egyén emberiességének kibontakozása a közösség számára való hasznosság pontján jön létre, amely azután támogatja és ösztönzi az egyént, miközben a közösséget arra ösztönzi, hogy tagját ebben segítse. Makarenko saját szavaival: "Az embernek szüksége van valami örömet hozóra a jövőben, hogy élhessen. Az emberi élet igazi ösztönzője a holnap öröme... Először az örömöt magát is meg kell szervezni, életre hozni és lehetőséggé változtatni. A következő lépésben a kielégültség egyszerű forrásait kell átalakítani bonyolultabb és emberileg lényegesebb örömökké... Az édes keksz megevéséből származó egyszerű kielégültségtől a kötelességtudatból származó kielégültségig. Erő és szépség a két emberi sajátosság, amelyet általában a legvonzóbbnak találunk. Mindkettő teljesen a jövő lehetőségeitől függ. Az a személy, akiknek viselkedését a legközvetlenebb kielégültség szabályozza - a mai (!) vacsora - a leggyengébb ember... Minél átfogóbb a közösség ezekkel a jövőbeli lehetőségekkel, minél inkább képes az egyén sajátjaként tekinteni azokat, annál szebbnek és nemesebbnek tűnik az az egyén. Az ember nevelése azt jelenti, hogy megadjuk azt az ösztönzést neki, amely a holnap öröméhez vezet."

## Hasonló pedagógiák

### Alexander Sutherland Neill
Ezeket a pedagógiai módszereket nem egyedül Makarenko alkalmazta. Tőle függetlenül Alexander Sutherland Neill Nagy-Britanniában 1921-ben megalapította a Summerhill bentlakásos iskolát . A gyerekek szombatonként közgyűlésen döntöttek az iskola szabályairól, a közösségi élet legfontosabb kérdéseiről. Neill szerint egyetlen ilyen közgyűlés sokkal többet ért pedagógiai szempontból, mint az egész hét összes tanórája. Makarenko hasonlóan vélekedett, a közgyűlést a legfontosabb nevelési eszköznek tartották.

### Homer Lane
Neill nézeteire nagy hatással volt Homer Lane. Makarenkóhoz nagyon hasonló módszerekkel igyekezett megoldani nagyon hasonló problémát: ő is a fiatalkorú bűnözők nevelésével foglalkozott. Homer Lane gyermekköztársaságokat hozott létre, ahol a gyerekeknek beleszólásuk volt a közösség ügyeibe, és így saját sorsukba. A gyerekköztársaságoknak bíróságuk és parlamentjük volt, a gyerekek tanulás mellett dolgoztak, és a bevételekből részesedtek. Lane az ötletet más pedagógusoktól vette át.

## Pedagógiai tevékenységének mai értékelése
Magyarországon Gáspár László szentlőrinci iskolakísérlete tekinthető a makarenkói neveléselmélet legteljesebb megközelítésének és továbbfejlesztésének. Az iskola gyakorlata volt a legláthatóbb példája a szűk közösség és a tágabb társadalom közötti dialektika makarenkói felismerésének, amennyiben a felbomló szocializmus követelményei mind inkább ellentétbe kerültek a kísérlet központi embereszményével.
A 2010-es években Magyarországon nincsen Makarenkóról érdemi szakmai vita, gyakorlatilag marginalizálódott, részben ideológiai okokból nem foglalkoznak vele, lévén, hogy a marxista pedagógia kiemelkedő képviselője volt, részben mert a makarenkói humanizmus embereszménye éles ellentétben áll a magyarországi perifériás kapitalizmus igényeivel. A korábbi évtizedekhez képest ez annyiban változás, hogy akkor a pedagógusoknak tananyag volt a makarenkói pedagógia, de csak mint kötelező penzum, így a fordulat, amit a pedagógia fejlődésében jelentett, valójában nem érintette a magyar oktatásügyet, bár számos kiemelkedő magyar oktatáselméleti szakember érvelt a makerenkói pedagógia alapelveinek gyakorlati megvalósításáért.[forrás?]

## Művei
- Pedagógiai hősköltemény
- Az 1930-as menet
- A pedagógusok vállukat vonogatják
- Elhajtott oldalak
- A kommuna egy napja
- FED ország alkotmánya
- Zászlók a bástyán
- Szülők könyve - előadások a gyermeknevelésről
- Néhány következtetés pedagógiai tapasztalataimról
- Tapasztalataim
- Pedagógiai nézeteim
- Munkám tapasztalataiból
- A nevelési folyamat megszervezésének módszertana
- Becsület
- Lendület
- FD-1

Sok novella, elbeszélés és színdarab is köthető hozzá. Több cikket és előadást is publikált különböző szovjet lapokban.

### Oroszul
Halálának 10. évfordulója alkalmából, 1949-ben az OSZSZK Pedagógiai Tudományok Akadémiája Neveléselméleti és Történeti Intézetének A. Sz. Makarenko Pedagógiai Hagyatékát Tanulmányozó Laboratórium hozzálátott művei teljes kiadásához. Műveit hét kötetben adták ki orosz nyelven.
- Макаренко, А. С.. Сочинения в семи томах. Том первый. Москва: Издательство Академии педагогических наук РСФСР (1950)

## Magyarul
Magyarországon először az Új Magyar Könyvkiadó gondozásában 1947-ben adták ki egyik művét a „Pedagógiai hősköltemény”-t. Magyarul az Akadémiai Kiadó és a Tankönyvkiadó gondozásában 1955-től kezdve adták ki összes műveit hét kötetben.
- Az új ember kovácsa. Pedagógiai hősköltemény; bev. Várkonyi Hildebrand, ford. Lányi Sarolta; Új Magyar Kiadó, Bp., 1947
- Válogatott pedagógiai tanulmányok; ford. Szöllőssy Klára, bev. Jevgenyij Medinszkij, előszó Várkonyi H. Dezső; Új Magyar Könyvkiadó, Bp., 1948
- Igor és társai; ford. Lányi Sarolta; Új Magyar Könyvkiadó, Bp., 1948
- Az új ember kovácsa. Pedagógiai hősköltemény, 1-2.; Bratsztvo-Jedinsztvo, Noviszád, 1949
- Szülők könyve; ford. Lányi Sarolta; Új Magyar Könyvkiadó, Bp., 1950
- Az új ember kovácsa. Pedagógiai hősköltemény; ford. Lányi Sarolta, bev. Darvas József; 8. átdolg. kiad.; Új Magyar Kiadó, Bp., 1951
- A. Sz. Makarenko válogatott pedagógiai munkái. Cikkek, előadások, felolvasások; sajtó alá rend. I. F. Kozlov; Ragyanszka Skola, Kijev–Uzsgorod, 1951
- Pedagógiai művek. Kiadatlan tanulmányok, cikkek és előadások; ford. Balogh Jenő; Tankönyvkiadó, Bp., 1952 (Szocialista nevelés könyvtára)
- Zászlók a bástyán; ford. Lányi Sarolta; Magyar Könyvtár, Pozsony, 1952
- Előadások a gyermeknevelésről. A szülők számára; ford. Lányi Sarolta; Tankönyvkiadó, Bp., 1954
- Válogatott pedagógiai tanulmányok; ford. Szöllősy Klára; Az Orosz Könyv, Bucuresti, 1954
- Makarenko művei, 1-7.; szerk. Székely Endréné, ford. Lányi Sarolta; Akadémiai–Tankönyvkiadó, 1955–1956 
  - 1. Pedagógiai hősköltemény; 1956
  - 2. Az 1930-as menet. Regény / FD – 1. Regény / Lendület. Színmű; 1955
  - 3. Zászlók a tornyokon. Elbeszélés három részben; 1956
  - 4. Szülők könyve / Előadások a gyermeknevelésről / Előadások a családi nevelésről; 1955
  - 5. A neveléselmélet általános kérdései / Nevelés a szovjet iskolában; 1955
  - 6. Becsület. Regény / Igazi jellem. Irodalmi forgatókönyv / Boriszból ember lesz. Irodalmi forgatókönyv; 1955
  - 7. Publicisztika / Elbeszélések és karcolatok / Irodalmi cikkek és bírálatok / Gorkij és Makarenko levelezése; 1955
- Válogatott pedagógiai tanulmányok; ford. Szöllősy Klára; 2., ellenőrzött kiad.; Tankönyvkiadó, Bp., 1955
- Részletek A. S. Makarenko műveiből; szerk. Pedagógiai Tanszék munkaközössége; ELTE, Bp., 1959
- A. Sz. Makarenko neveléselméleti művei, 1-2.; szerk. Pataki Ferenc; Tankönyvkiadó, Bp., 1965 
  - 1. ford. Gallyas Ferenc, Kövendi Dénes, Szöllősy Klára
  - 2. ford. Csordás László et al.
- Az 1930-as menet. Regény; ford. Csordás László, utószó, mellékletek Vág Ottó, Tankönyvkiadó, Bp., 1973 (Pedagógiai források)
- Igor és társai; Móra Ferenc Ifjúsági Könyvkiadó, Bp., 1977 ISBN 9631107779
- Szemelvények A. Sz. Makarenko műveiből; vál., szerk. Gyóni Lajosné; BTF, Bp., 1978 (A Budapesti Tanítóképző Főiskola kiadványai)
- Makarenko antológia; szerk. Petrikás Árpád, ford. Gallyas Ferenc et al.; Tankönyvkiadó, Bp., 1986

### Egyéb
- Kolozsváry Gyula: Taranyec és a többiek; Makarenko Az új ember kovácsa c. regénye nyomán; SZIT, Bp., 1948 (SZIT kultúranyag szolgálat)
- Az új ember kovácsa. Vígjáték; Makarenko A. Sz. regénye nyomán színpadra alkalmazta Miloslav Stehlik, ford. Sipos Győző; Diliza, Bratislava, 1960